# Veľký Draždiak
Veľký Draždiak je jezero v Bratislavě na Slovensku. Nachází se v městské části Petržalka v okrese Bratislava V. Vzniklo po těžbě štěrku, která byla ukončena před rokem 1990.
Západní břeh jezera se nachází poblíž Chorvátského ramene. Jezero má oválný tvar a rozlohu 13 ha. Je 500 m dlouhé a 220 m široké.
Pobřeží je upravené a tudíž litorální vegetace je řídká a na některých místech chybí zcela. Jezero slouží především jako přírodní koupaliště.
Na jezeře žije mnoho vodního ptactva (labutě, husy, kachny). Problém činí elektrické vedení velmi vysokého napětí (110 kV) procházející přímo nad jezerem.